# Панчулидзев, Иван Давыдович
Иван Давыдович Панчулидзев (Панчулидзев 1-й; 1759 — 9 января 1815) — генерал-лейтенант русской императорской армии из грузинского рода Панчулидзе. Брат Алексея и Семёна Панчулидзевых.

## Биография
Сын мценского воеводы Давыда Панчулидзева, переехавшего в Россию из Грузии в 1738 году. В 14 лет записан каптенармусом в Преображенский лейб-гвардии полк. В 1777 году получил звание сержанта и был переведён в Смоленский полк.
1 января 1786 года выпущен капитаном в Кинбурнский драгунский полк. В 1787 году участвовал в походе в Крым. В 1788 году отличился при штурме Очакова, ранен пулей в правую руку и награждён чином секунд-майора и золотым знаком. В 1789 году участвовал в сражении на Тамани, при взятии турецкой батареи.
В 1793 году переведён в Тверской карабинерный полк. Во время польской кампании 1794 года за пленение эскадрона неприятеля произведён в премьер-майоры. В 1796 году участвовал в Персидском походе. 30 августа 1797 года по упразднении Тверского карабинерного полка, переведен в Софийский кирасирский полк. 12 августа 1787 года в том же полку получил звание подполковника. Чин полковника получил 11 октября 1799 года в кирасирском полку Баркова. 1 января 1800 года по упразднении последнего, определён в 2-й кирасирский Эссена полк. С 18 января 1803 года — командир Тверского драгунского полка, а с 8 сентября 1805 года — командир Черниговского драгунского полка.
В 1805 году участвовал в сражениях при Амштеттене, Шенграбене, Аустерлице (ранен пулей в левую руку). С 1806 года — шеф Черниговского драгунского полка (с декабря 1812 года конно-егерского), 24 мая 1807 года произведён в генерал-майоры. В 1809 году командовал пятитысячным отрядом при взятии Анапы, в 1810 году находился в морской экспедиции к Трапезунду.
4 февраля 1811 года назначен командиром 12-й кавалерийской бригады в 4-й кавалерийской дивизии. Сражался при Дашковке, Салтановке, Бородине (командовал четырьмя полками), Малоярославце, Вязьме, Красном. 3 июня 1813 года пожалован орденом Св. Георгия 3-го кл. № 295 «В награду за отличную храбрость и мужество, оказанные в сражении против французских войск 4—6 ноября 1812 года под Красным.». В 1813—1814 годах начальник 1-й конноегерской дивизии. 15 сентября 1813 года за отличие в Люценском сражении получил генерал-лейтенантский чин. Участвовал в боях при Бауцене, Рейхенбахе, Кацбахе. В кампанию 1814 года находился при блокаде Майнца, в сражениях у Реймса, Фер-Шампенуаза и при взятии Парижа.
Умер 9 февраля 1815 года. Высочайшим приказом 12 мая 1815 года исключен из списков умершим. В браке с Марией Андреевной Баратынской оставил дочерей Екатерину, Анну и Елизавету.
российские
- Орден Святого Георгия 3-й степени.
- Орден Святого Георгия 4-й степени.
- Орден Святого Владимира 2-й степени.
- Орден Святого Владимира 3-й степени.
- Орден Святой Анны 1-й степени с алмазами.
- Золотая шпага «За храбрость» с алмазами.
- Крест за взятие Очакова.

иностранные
- Прусский Орден Красного орла 1-го класса (1814)[5].